# Rhombinella laevigata
Rhombinella laevigata är en snäckart som först beskrevs av Carl von Linné 1758.  Rhombinella laevigata ingår i släktet Rhombinella och familjen Columbellidae. Inga underarter finns listade i Catalogue of Life.